# Joyent
Joyent (ジョイエント) は、2004年創業の、カリフォルニア州、サンフランシスコにあるクラウドコンピューティング事業社。IaaSおよびPaaS事業を運営し、LinkedIn、Gilt Groupe、Kabamをはじめとする多数の顧客を抱えている。
世界でもっとも多くのインストールベースのOpenSolarisを管理していると言われている。
2009年3月に、Dellに対してホスティング・ビジネス用ソフトウェアのライセンス供与を開始した。

IaaSおよびPaaSの提供に加えて、Node.jsやIllumosを含む数多くのオープンソースプロジェクトをサポートしている。
Joyentは2009年1月にReasonably Smartを買収、2010年7月にはLayerboomを買収 した。